# Stefan Raab
Stefan Konrad Raab (Köln, 20. listopada 1966.), njemački je TV voditelj, pjevač, komičar i producent, jedan od najvećih televizijskih zvijezda u Njemačkoj.

## Životopis
Rodio se i odrastao je u Kölnu. Ima sestru Moniku, koja je kostimografkinja. Roditelji su vlasnici mesnice u Kölnu. Nakon mature 1986. studirao je pravo (pet semestara) i istovremeno učio mesarski zanat u roditeljskom poduzeću koji je s "vrlo dobrim" (najviša ocjena u Njemačkoj) položio kao najbolji u okrugu.
Sa svojom životnom partnericom ima dvije kćeri. Svoj privatan život i svoju obitelj štiti od javnosti, osobito od medija.

## Profesionalna karijera
Raab je popularnost stekao kao voditelj humoristične emisije Vivasion 1993. godine, a od 1999. godine radi kao voditelj kasnonoćne humoristične emisije TV total. Osim što vodi emisije, Raab je poznat i kao tvorac brojnih emisija, među koje spadaju i Schlag den Raab i Bundesvision Song Contest.
Poznat je i po svom angažmanu na Eurosongu. Prvo sudjelovanje imao je kao autor pjesme "Guildo hat euch lieb!", koju je na Eurosongu 1998. izvodio Guildo Horn. Na Eurosongu 2000. nastupio je i kao autor, ali i izvođač svoje pjesme "Wadde hadde dudde da?" s kojom je osvojio 5. mjesto. U Istanbulu 2004. godine skladao je pjesmu "Can’t wait until tonight" za Maxa Mutzkea. Godine 2010., bio je jedna od ključnih osoba iza showa Unser Star für Oslo na kojem se birao njemački predstavnik za Eurosong 2010. Show se pokazao kao pogodak jer je Lena Meyer-Landrut, pobjednica showa, kasnije odnijela i pobjedu u Oslu. Dana 16. prosinca 2010. objavljeno je kako će Raab, zajedno s Anke Engelke i Judith Rakers, voditi Eurosong 2011. Svoju je uspješnu televizijsku karijeru odlučio okončati potkraj 2015. godine.

## Vanjske poveznice
- Stefan Raab na Internet Movie Database-u